# ラナ・レーン
ラナ・レーン（Lana Lane、生年非公表）は、アメリカ合衆国の女性歌手。プログレッシブ・メタルの分野で活動。

## 来歴
カリフォルニア州サンタローザ出身。後に夫となるキーボーディスト、エリク・ノーランダーのサポートを得て、デビュー・アルバム『ラヴ・イズ・アン・イリュージョン』（1995年）を自主レーベルThink Tank Mediaから発表。エリクは以後、ラナの全アルバム（2008年9月現在）に参加することとなる。その後、日本のアヴァロンとの契約を経て、サード・アルバム『ガーデン・オヴ・ザ・ムーン』（1998年）がヨーロッパでも発売される。1998年4月には初の日本公演も行う。
アルバム『シークレッツ・オヴ・アストロロジー』（2000年）には、トニー・フランクリン（元ブルー・マーダー）やアルイエン・アンソニー・ルカッセンが全面参加。『プロジェクト・シャングリラ』（2002年）には、元ディオのヴィニー・アピスが全面参加し、ヘルゲ・エンゲルケ（ドリームタイド）、マーク・ボールズもゲスト参加。同作の日本盤ボーナス・トラック「アイ・ビリーヴ・イン・ユー」は、ジョン・ウェットンが書き下ろした新曲。
自己名義以外の活動としては、夫エリク・ノーランダー率いるロケット・サイエンティスツのサポート、エイリオンのアルバム『The Dream Sequencer』『Flight of the Migrator』（両方とも2000年発表）へのゲスト参加等がある。
2022年1月、前作『エル・ドラド・ホテル』から10年ぶりとなるスタジオ・アルバム『ネプチューン・ブルー (Neptune Blue)』を発売。

## 音楽的影響
ボーカリストとしては、アン・ウィルソン（ハート）、グレン・ヒューズ、イアン・ギラン、トニー・ベネット、ジョー・リン・ターナーからの影響を公言。また、企画アルバムでは多くのカヴァー・ソングを披露しており、ビートルズ「アクロス・ザ・ユニバース」、マリリオン「シーズンズ・エンド」、トム・ウェイツ「夢みる頃はいつも」、レッド・ツェッペリン「カシミール」、プロコル・ハルム「青い影」、ジェファーソン・エアプレイン「ホワイト・ラビット」、ピンク・フロイド『狂気』からの4曲等を取り上げた。

## ディスコグラフィ

### スタジオ・アルバム
- 『ラヴ・イズ・アン・イリュージョン』 - Love is an Illusion (1995年)
- 『キュリアス・グッズ』 - Curious Goods (1996年)
- 『ガーデン・オヴ・ザ・ムーン』 - Garden of the Moon (1998年)
- 『クイーン・オヴ・ジ・オーシャン』 - Queen of the Ocean (1999年)
- 『シークレッツ・オヴ・アストロロジー』 - Secrets of Astrology (2000年)
- 『プロジェクト・シャングリラ』 - Project Shangri-La (2002年)
- 『レイディ・マクベス』 - Lady Macbeth (2005年)
- 『レッド・プラネット・ブールヴァード』 - Red Planet Boulevard (2007年)
- 『エル・ドラド・ホテル』 - El Dorado Hotel (2012年)
- 『ネプチューン・ブルー』- Neptune Blue (2022年)

### ライブ・アルバム
- 『ライヴ・イン・ジャパン』 - Live in Japan (1998年)
- 『リターン・トゥ・ジャパン』 - Return to Japan (2004年)
- 10th Anniversary Concert (2006年)

### コンピレーション、カヴァー・アルバム
- 『バラード・コレクション』 - Ballad Collection (1998年)
- 『ベスト・オヴ・ラナ・レーン1995-1999』 - The Best of Lana Lane 1995 - 1999 (1999年)
- 『バラード・コレクション2』 - Ballad Collection II (2000年)
- 『カヴァーズ・コレクション』 - Covers Collection (2003年)
- 『ウィンター・セッションズ』 - Winter Sessions (2003年)
- 『ジェミニ』 - Gemini (2006年)
- 『アリアズ・アンド・フェイブルズ - ザ・ヴェリー・ベスト・オヴ・ラナ・レーン』- Arias and Fables - The Very Best of Lana Lane（2022年）